# LOCA (板野友美のアルバム)
『LOCA』（ロカ）は、日本の歌手・板野友美の1枚目のミニ・アルバム。2019年10月16日にキングレコードより発売。

## 概要
収録曲は恋愛曲で構成されており、様々な恋模様が描かれている。もともとは意図したものではなく、板野がツアーに向けた新曲の曲調のオーダーを出していったものに対して、HIROMIと相談して作詞を行っていったところ、自然と全体的に恋愛曲になった。
タイトルトラック「LOCA」はラテン系の楽曲で、洋画のような非現実的な世界観で、年下の男性を誘う、セクシーな大人の恋愛をイメージして作詞された。カリブの海のシチュエーションが想定されているが、板野自身はカリブの海に行ったことはないという。

## 収録曲
| #         | タイトル         | 作詞                 | 作曲                              | 時間  |
| --------- | ---------------- | -------------------- | --------------------------------- | ----- |
| 1.        | 「恋ゴコロ」     | Tomomi Itano、HIROMI | JL、HIROMI、Emi Tawata、BIG-F     | 3:33  |
| 2.        | 「LOCA」         | Tomomi Itano、HIROMI | BIG-F、HIROMI、G-ROW              | 3:27  |
| 3.        | 「LOVE SEEKER」  | Emi Tawata           | T-SK、HIROMI                      | 4:01  |
| 4.        | 「Destiny」      | Tomomi Itano         | BIG-F、HIROMI、AZA$$              | 4:42  |
| 5.        | 「エースのB君」  | 3rd Productions      | 3rd Productions                   | 3:43  |
| 6.        | 「君に贈るうた」 | Tomomi Itano         | Tomomi Itano、HIROMI、Kyoko Osako | 3:57  |
| 合計時間: | 合計時間:        | 合計時間:            | 合計時間:                         | 23:23 |

## 評価
タイトルトラック「LOCA」は、ショーン・メンデスとカミラ・カベロによる「Señorita」を盗用したものではないかと批判を受けた。